# Orcaella
Orcaella és un gènere de dofins, que durant molt de temps es pensà que era monotípic, contenint només el cap d'olla de l'Irauadi. Tanmateix, el 2005 una anàlisi genètica demostrà que Orcaella heinsohni és una segona espècie estretament relacionada amb el cap d'olla de l'Irauadi. Anàlisis moleculars recents indiquen que el gènere Orcaella està estretament relacionat amb l'orca, del gènere Orcinus i que juntament formen la subfamília dels orcinins (Orcininae).